# Peristylus bulleyi
Peristylus bulleyi là một loài thực vật có hoa trong họ Lan. Loài này được (Rolfe) K.Y.Lang mô tả khoa học đầu tiên năm 1987.